# Vejstrup Pigehjem
Vejstrup Pigehjem var et statsungdomshjem fra 1908 til 1961 for "faldne kvinder", indrettet i et tidligere fattighjem. Hjemmet blev ledt af Gerda Schneekloth indtil hendes død i 1927. I 1962 overtog Børne- og ungdomsforsorgen stedet med Herluf Houlberg som forstander; Det var da opdragelseshjem først for drenge, men senere også for piger. Stedet lukkede i 1986, og har senere været en del af Idrætsskolerne i Oure